# Göran Liljestrand
Göran Liljestrand (n. 16 aprilie 1886, Masthuggs församling⁠(d), Gothenburg and Bohus County⁠(d), Suedia – d. 16 ianuarie 1968, Västerled⁠(d), Comitatul Stockholm, Suedia) a fost un medic și farmacolog suedez. A fost profesor de farmacodinamică și farmacognozie la Karolinska Institutet în perioada 1927-1951. Este cunoscut pentru descoperirea mecanismul alveolo-capilar⁠(en)[traduceți], cunoscut și ca mecanismul Euler-Liljestrand.

## Biografie
Göran Liljestrand s-a născut la Göteborg în familia lui Erik Liljestrand (manager al unei firme de asigurări) și a soției sale, Tekla (n. Carlberg). S-a mutat în copilărie la Stockholm și a învățat la Liceul Norra Real din Stockholm și s-a înscris în 1904 la Colegiul Universitar din Stockholm. Și-a continuat studiile la Institutul Karolinska din Solna, unde a devenit candidat în medicină în 1909, licențiat în medicină în 1915 și doctor în medicină în 1917, înainte de a-și susține teza de docență în fiziologie la același institut în același an. S-a pregătit în domeniul fiziologiei cu profesorul Johan Erik Johansson.
A devenit profesor asistent de fiziologie (1917) și de fiziologie și farmacologie (1923) la Institutul Karolinska. După pensionarea profesorilor Johansson și Santesson în 1927, Göran Liljestrand a devenit profesor titular de farmacologie, predând în această calitate până în 1951, când s-a pensionat. Profesorul Liljestrand a avut un rol important în dezvoltarea fiziologiei experimentale și farmacologiei în țările scandinave după Primul Război Mondial. A promovat și dezvoltat contacte cu specialiștii din țările anglo-saxone pentru a permite actualizarea permanentă a cunoștințelor medicale de specialitate.
A fost unul din organizatorii primului Congres de Fiziologie și Medicină Experimentală din Țările Scandinave, care a avut loc în 1925 la Lund sub președinția prof. Torsten Thunberg, și a fost însărcinat, împreună cu profesorul Johansson, să elaboreze regulamentul Societății Scandinave de Fiziologie. La Congresul Internațional de Fiziologie de la Stockholm din 1926, Liljestrand a fost ales secretar-general, îndeplinind această funcție în perioada 1926-1948. În semn de apreciere a meritelor sale, a fost ales membru onorific al Societății Scandinave de Fiziologie în 1951.
Liljestrand a efectuat cercetări în domeniul farmacologiei, analizând permeabilitatea plămânului la amoniac după introducerea sa în sânge, și a devenit mai cunoscut ca farmacolog. A colaborat cu Yngve Zotterman și cu Ulf von Euler (viitor laureat al Premiului Nobel pentru Medicină în 1970), cu care a descoperit mecanismul alveolo-capilar, cunoscut și ca mecanismul Euler-Liljestrand.
A publicat peste 150 de studii și articole despre fiziologia respirației, schimbul de gaze din sistemul respirator (printre altele, în lucrarea de disertație Untersuchungen über die Atmungsarbeit, 1917), despre fiziologia sportului, sistemul nervos, fluxul energetic și circulația sângelui etc.
A îndeplinit funcțiile de secretar (1918-1960) și membru titular (1938-1950) al Comitetului Nobel pentru Fiziologie sau Medicină (al Institutului Karolinska), ajungând să dețină o mare influență asupra celorlalți membri ai comitetului, împreună cu care trebuia să selecteze pe laureatul Premiului Nobel pentru Fiziologie sau Medicină. De asemenea, a fost ales membru al Academiei Regale Suedeze de Științe în 1938.
Liljestrand a fost secretar al Asociației Fiziologilor din Stockholm (1919-1930) și membru al consiliului Societății Medicale Suedeze (1922). A fost distins în 1918, 1923 și 1925 cu Premiul Alvarenga al Societății Medicale Suedeze și în 1930 cu Premiul Björkén al Universității din Uppsala.
A murit după o scurtă boală la 16 ianuarie 1968, la vârsta de aproape 82 de ani.